# Bling Bling
Bling Bling é o terceiro extended play do grupo sul-coreano Dal Shabet.

## Tabela musical

### Canções
| Título        | Pico |
| Título        | KOR  |
| Título        | Gaon |
| ------------- | ---- |
| "Bling Bling" | 9    |

### Álbum
| Parada                   | Pico |
| ------------------------ | ---- |
| Gaon Weekly Album Chart  | 55   |
| Gaon Monthly Album Chart | 27   |
| Gaon Yearly Album Chart  | -    |